# آروانگن
آروانگن (به لاتین: Aarwangen) یک بخش در سوئیس است که در کانتون برن واقع شده‌است.

## خواهرخوانده
شهر Vodňany خواهرخواندهٔ آروانگن هست.

## نگارخانه

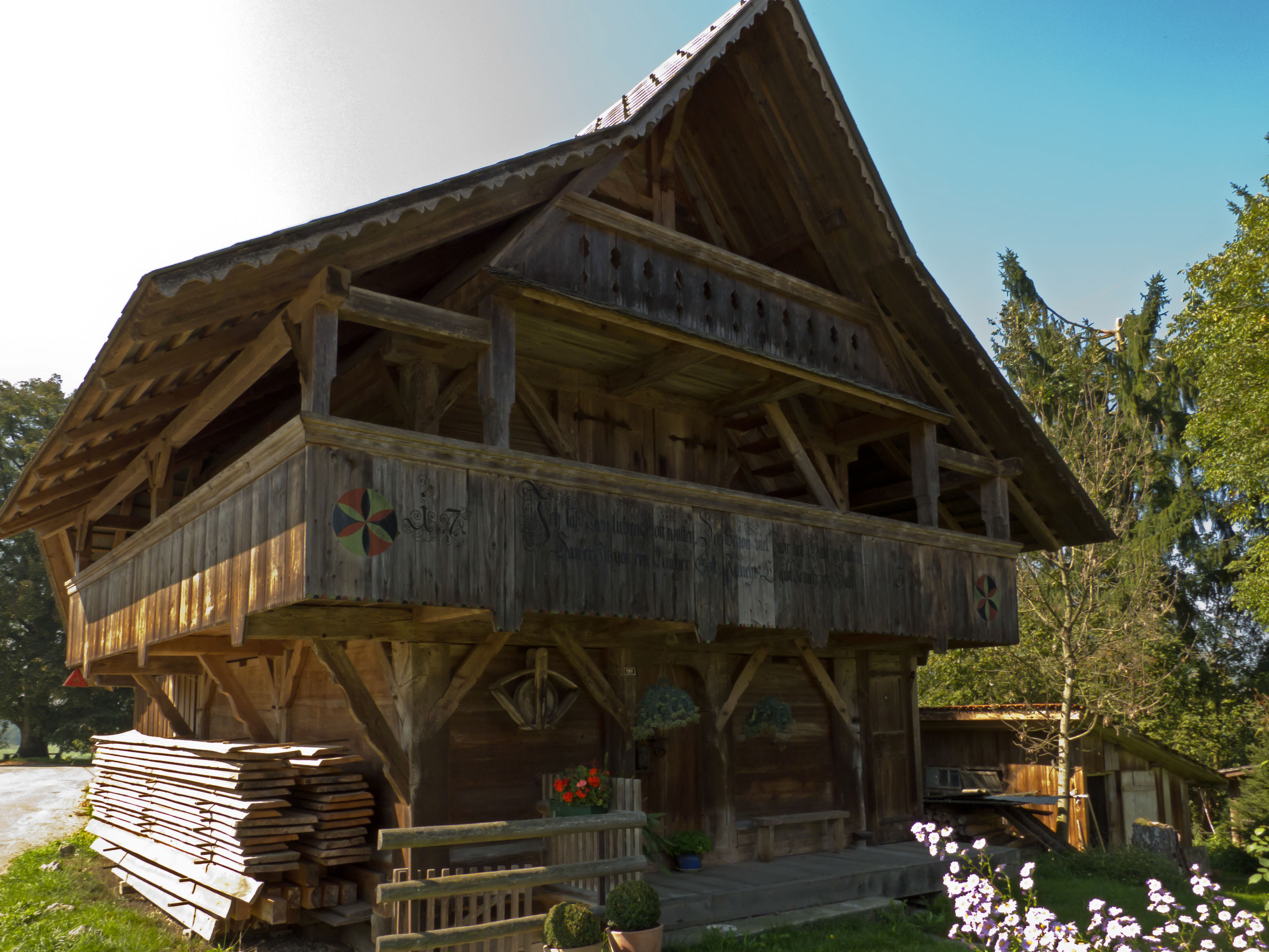
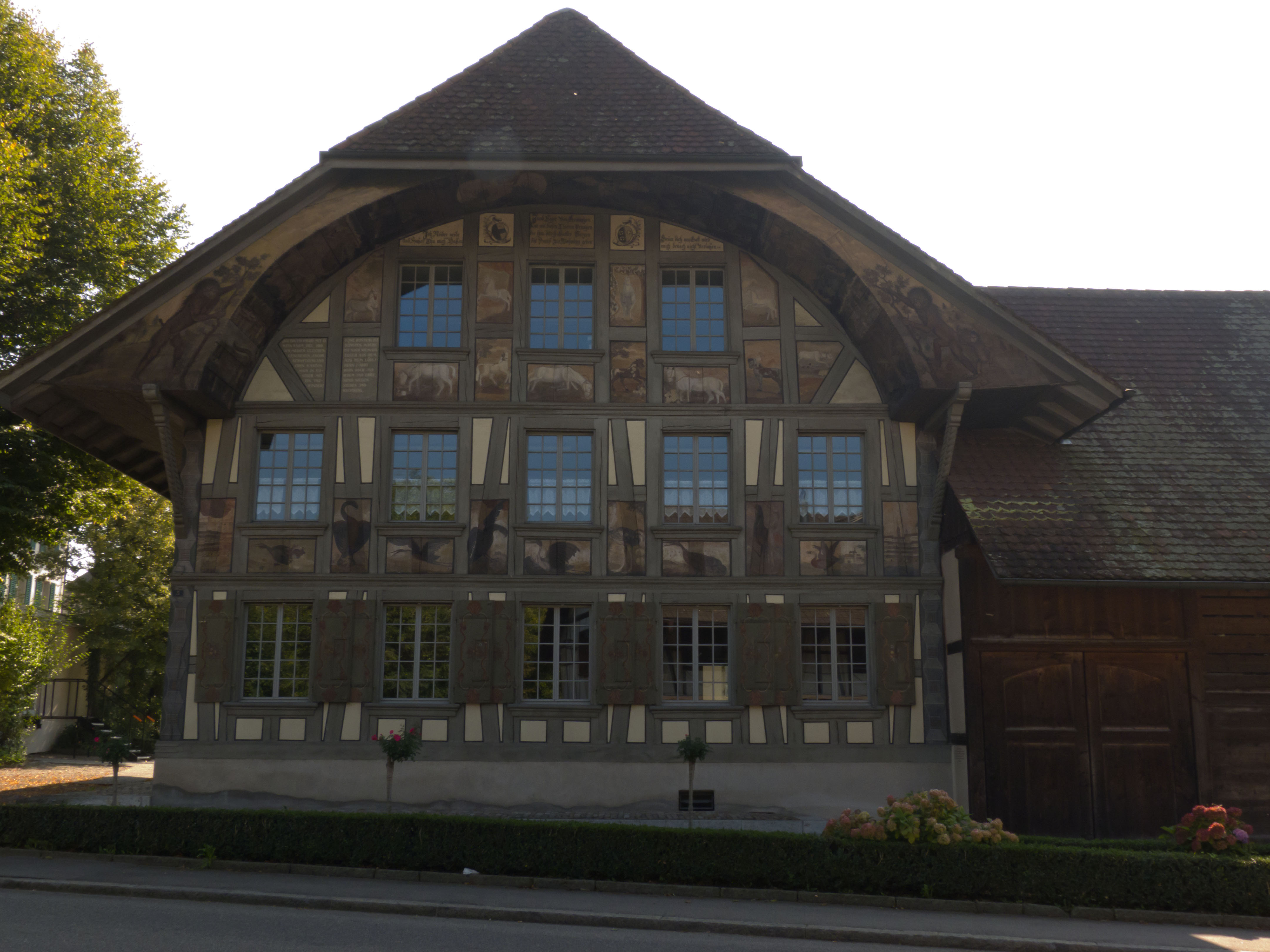
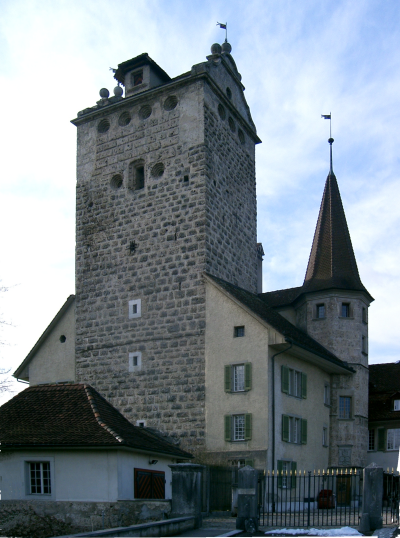